# Union de la Hongrie et de la Roumanie
Des tentatives, infructueuses, ont visé, principalement durant l'entre-deux-guerres, à mettre en œuvre l'union de la Hongrie et de la Roumanie, afin d'unifier le Royaume ou la République de Hongrie au Royaume de Roumanie. Ces propositions furent les plus actives en 1919 et 1920, bien qu'elles soient apparues un peu plus tôt et se soient poursuivies jusqu'à la Seconde Guerre mondiale,,.

## Propositions
L'union proposée aurait été dirigée par la dynastie roumaine des Hohenzollern-Sigmaringen. Le projet a rencontré soutien et opposition tant du côté roumain que du côté hongrois.
Les raisons pour lesquelles la Roumanie était favorable au projet comprenaient l'expansion potentielle de l'influence de la Roumanie plus près de Vienne, une sécurité accrue de la frontière occidentale de la Roumanie, une réduction des chances de voir la Hongrie reprendre la Transylvanie à la Roumanie et la prévention du retour au pouvoir des Habsbourg en Hongrie.
Les raisons invoquées par la Hongrie pour favoriser l'union proposée étaient la prévention de l'isolement politique de la Hongrie et l'espoir hongrois de récupérer la Transylvanie, ou au moins d'assurer l'autonomie de la minorité hongroise de Transylvanie. Pour inciter la Hongrie à accepter l'union proposée, la Roumanie a proposé de soutenir la Hongrie dans la défense de ses territoires occidentaux contre l'Autriche et d'aider la Hongrie à récupérer la Slovaquie et les anciens territoires du sud de la Hongrie.
Chaque proposition d'union a échoué en raison de l'opposition en Hongrie et en Roumanie, ainsi que de l'opposition d'autres pays, en particulier la Serbie et plus tard la Yougoslavie, la Tchécoslovaquie et les puissances le l'Entente.